# Gütezeichen Schleswig-Holstein

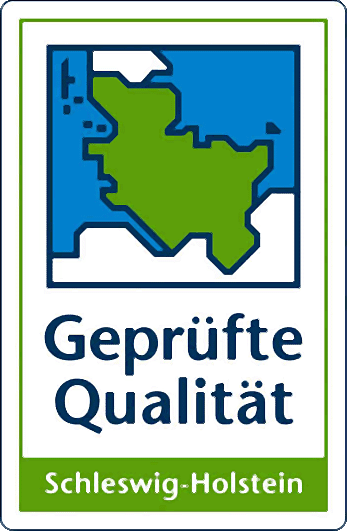
Logo „Geprüfte Qualität Schleswig-Holstein“

Das Gütezeichen Schleswig-Holstein ist ein von der Landwirtschaftskammer Schleswig-Holstein vergebenes Gütesiegel für Lebensmittel.
Die Vergabe erfolgt gemäß RAL 166 nach Prüfung des Herstellungsverfahrens und des Produktes.

## Verwandte Artikel
- RAL Deutsches Institut für Gütesicherung und Kennzeichnung
- Herkunftsbezeichnung